# نظام‌آباد (تهران)
نظام‌آباد، یکی از محله‌های شرق تهران در محدودهٔ منطقه ۷ و ۸ شهرداری این شهر است که از شمال به بزرگراه رسالت، از غرب به محله مجیدیه، از شرق به محله‌های نارمک و تهران‌نو و از جنوب به محله امام حسین (میدان امام حسین) محدود می‌شود.

## تاریخچه
نظام‌آباد در زمان قاجار بیرون از دروازه‌های شهر تهران قرار داشت. وقتی ناصرالدین شاه کاخ و باغ عشرت‌آباد را نزدیک این محل (میدان سپاه و پادگان ولیعصر کنونی) ساخت، به عنوان منطقه ییلاقی بیرون شهر شناخته می‌شد. خود کاخ عشرت آباد کاربری تشریفاتی و تفریحی داشت. نظام‌آباد نیز تا پیش از سال ۱۳۲۰ به شکل تپه ماهور و زمین‌های بایری بود که روستای کوچک حسین‌آباد در آن قرار داشت.
در زمان رضاشاه، کاخ عشرت‌آباد مصادره و به پادگان عشرت‌آباد تبدیل شد. پس از آن، مردمی که از شهرهای مختلف به تهران مهاجرت می‌کردند به این منطقه رو آوردند. به همین دلیل ساکنین اولیه این محله کارگرانی بودند که به ویژه از شهرهای اراک، اصفهان و سبزوار به آن مهاجرت کردند. از سال ۱۳۳۵ و با شروع واگذاری زمین در نظام‌آباد ساخت و سازهای مسکونی افزایش یافت. گفته می‌شود زمینهای منطقه به شاهزادگان قاجار تعلق داشت که توسط یک ارتشی به نام نظام‌مافی (احتمالا محمدعلی نظام‌مافی) تصاحب و به مردم فروخته شد به همین دلیل نام منطقه ابتدا نظام مافی بود که بعدها به نظام‌آباد تغیر یافت.

## محدوده و خیابانها
این محله از شمال به مجیدیه و رسالت، از شرق به نارمک و وحیدیه، از جنوب به محله امام حسین و از غرب به محله خواجه نظام و پلیس محدود است.
خیابان نظام آباد از تقاطع میدان امام حسین آغاز شده و به میدان رسالت ختم می‌شود و خیابان سبلان نیز از شمال از میدان سبلان (تقاطع خیابان قصر با بزرگراه صیاد) شروع و از سمت جنوب به خیابان دماوند متصل می‌شود.
خیابان مدنی (خیابان نظام آباد قدیم) از حد فاصل میدان امام حسین تا میدان رسالت، خیابان سبلان شمالی و جنوبی، خیابان مطلب‌نژاد (خیابان سیاوش قدیم)، ۱۰ متری ارامنه، ۱۰ متری بانک گرگان (دهقان)، طاووسی (فتاحی)، علیپور، میدان تسلیحات، شیخ صفی، پازوکی، قجاوند، وحیدیه، ارباب مهدی (بخت آزاد)، کهن (فتحنایی) از معروف‌ترین خیابان‌های این محل هستند.
سینما شاهد، باشگاه رسالت (دیهیم)، مراکز تجاری امیر و تیراژه شماره ۲و مرکز تجاری پالمیرا در این محله قرار دارند.

## پروژه بزرگراه امام علی
در حال حاضر پروژه بزرگراه امام علی در این محله اجرایی شده است. این پروژه در سال ۱۳۹۰ آغاز شد و در سال ۱۳۹۲ پایان یافت. در مسیر این بزرگراه اراضی بسیاری از تملک صاحبان خریداری شده و به پروژه اضافه شده است. این پروژه از بزرگ‌ترین پروژه‌های عمرانی شهر تهران می‌باشد که در نظام آباد از خیابان امیر شرفی گذشته و به چهارراه سبلان و خیابان دماوند منتهی می‌گردد. کوچه سنجری در مسیر پروژه به پل معلق طیرانی شده است. انجام این پروژه باعث شده تا محله نظام آباد، از بافت قدیمی خارج شود.
دسترسی ساکنان این محله به شمال و جنوب تهران به دلیل جنوبی-شمالی بودن بزرگراه امام علی به راحتی میسر است.